# Чемпіонат світу з легкої атлетики 2019 — біг на 800 метрів (чоловіки)

Фінальний забіг

Змагання з бігу на 800 метрів серед чоловіків на Чемпіонаті світу з легкої атлетики 2019 у Досі проходили 28-29 вересня та 1 жовтня на стадіоні «Халіфа».

## Напередодні старту
На початок змагань основні рекордні результати були такими:
| WR | Давід Рудіша (KEN)    | 1.40,91 | Лондон  | 9 серпня 2012  |
| CR | Біллі Кончеллах (KEN) | 1.43,06 | Рим     | 1 вересня 1987 |
| WL | Найджел Амос (BOT)    | 1.41,89 | Фонв'єй | 12 липня 2019  |

Основними претендентами на чемпіонство перед стартом розглядались лідер сезону Найджел Амос та переможець цьогорічної Діамантової ліги Донаван Брейзер, проте Найджел Амос знявся зі змагань в останній момент через травму.

## Результати

### Попередні забіги
Найкращий результат з учасників шести забігів показав кенієць Еммануель Корір (1.45,16). До півфінальної стадії проходили перші троє з кожного забігу та шестеро найшвидших за часом з тих, які посіли у забігах місця, починаючи з четвертого.
Першим за підсумками трьох півфіналів був пуерторіканець Веслі Васкес (1.43,96). До фіналу проходили перші двоє з кожного забігу та двоє найшвидших за часом з тих, які посіли у забігах місця, починаючи з третього.

### Фінал
У фіналі «золото» світової першості виборов Донаван Брейзер з новим рекордом чемпіонатів світу та новим континентальним досягненням Північної та Центральної Америки та країн Карибського басейну
| Місце | Атлет                 | Час     | Примітки |
| ----- | --------------------- | ------- | -------- |
| 1     | Донаван Брейзер (USA) | 1.42,34 | CR AR    |
| 2     | Амель Тука (BIH)      | 1.43,47 | SB       |
| 3     | Фергюсон Ротіч (KEN)  | 1.43,82 |          |
| 4     | Брайс Гоппел (USA)    | 1.44,25 | SB       |
| 5     | Веслі Васкес (PUR)    | 1.44,48 |          |
| 6     | Адріан Бен (ESP)      | 1.45,58 |          |
| 7     | Марко Ароп (CAN)      | 1.45,78 |          |
| 8     | Клейтон Мерфі (USA)   | 1.47,84 |          |